# Gregorio Marañón y Posadillo
Gregorio Marañón y Posadillo (Madrid, 19 de maig de 1887 – ibídem, 27 de març de 1960) va ser un metge endocrí, científic, historiador, escriptor i pensador espanyol pertanyent a l'anomenada generació del 14, les obres del qual en els àmbits científic i històric van tenir una gran rellevància internacional. Durant un llarg període va dirigir la càtedra d'endocrinologia a l'Hospital Central de Madrid. Va ser acadèmic de nombre de cinc de les vuit Reials Acadèmies d'Espanya (de la llengua, de la Història, de les Belles arts, Nacional de Medicina i de Ciències Exactes, Físiques i Naturals).

## Biografia
Va néixer a Madrid el 19 de maig de 1887, ciutat on va morir el 27 de març de 1960. El seu pare era un jurista càntabre i la seva mare era d'origen gadità i va morir de part quan Gregorio Marañón comptava 3 anys. A partir dels 5 anys la família passava els estius a Santander on alternaven amb Marcelino Menéndez y Pelayo José María de Pereda i Benito Pérez Galdós. Es va casar amb Dolores Moya el 1911 i van tenir tres filles i un fill (Carmen, Belén, María Isabel i Gregorio, marquès de Marañón).
Home auster, humanista i liberal, és considerat com un dels més brillants intel·lectuals espanyols del segle xx. A més de la seva erudició, va destacar pel seu elegant estil literari. Com altres intel·lectuals de l'època, es va implicar política i socialment: va combatre la dictadura de Primo de Rivera (condemnat a un mes de presó) i es va manifestar crític amb el comunisme, va donar suport en un primer moment la Segona República encara que no va trigar a criticar-la per la seva incapacitat de conjuminar a tots els espanyols, en decantar-se cada vegada més cap a l'extrema esquerra. Va mantenir a tot moment, des del seu compromís amb la dignitat humana, una actitud crítica cap als excessos de tots dos bàndols en el drama de la guerra civil espanyola, la qual cosa en el Madrid del Front Popular va posar en greu perill la seva vida.
Possiblement després d'allunyar-se de Madrid —entorn de gener de 1937— i davant la requisitoria de la seva opinió sobre l'Espanya republicana, Marañón va expressar en una reunió d'intel·lectuals francesos el següent:
| « | No cal esforçar-se molt, amics meus; escoltin vostès aquest argument: el vuitanta-vuit per cent del professorat de Madrid, València i Barcelona [les tres universitats que, al costat de la de Múrcia, havien quedat en mans dels republicans] ha hagut de fugir a l'estranger, abandonar Espanya, escapar a qui més pugui. I saben vostès per què? Senzillament perquè temien ser assassinats pels rojos, malgrat que molts dels intel·lectuals amenaçats eren tinguts per homes d'esquerra. | » |

En l'article titulat Liberalismo y comunismo, publicat a Revue de Paris el 15 de desembre de 1937, va manifestar amb claredat el seu canvi de posició respecte de la Segona República:
| «                  | […] En la història hi ha una cosa absolutament prohibida: jutjar el que hagués succeït de no haver succeït el que va succeir. Però el que no admet dubte és que les profecies de les dretes extremes o monàrquiques que s'oposaven a la República es van realitzar per complet: desordre continu, vagues immotivades, crema de convents, persecució religiosa, exclusió del poder dels liberals que havien patrocinat el moviment i que no es prestaven a la política de classes; negativa a admetre en la normalitat a les gents de dreta que de bona fe van acatar el règim, encara que, com és natural, no se sentissin inflamades de republicanisme extremista. El liberal va sentir aquestes profecies amb menyspreu suïcida. Seria avui faltar inútilment a la veritat ocultar-ho. Diversos segles d'èxit en la governació dels pobles —alguns encara no extingits, com els de les democràcies anglesa i nord-americana—, havien donat al liberal una excessiva, de vegades petulant, confiança en la seva superioritat. La gairebé totalitat de les estàtues que als carrers d'Europa i d'Amèrica ensenyen a les gents el culte dels grans homes, tenen escrit en el seu sòcol el nom d'un liberal. Qualsevol que sigui l'avenir polític d'Espanya, no hi ha dubte que en aquesta fase de la seva història va ser el reaccionari i no el liberal, acostumat a vèncer, el que va encertar. | » |
| — Gregorio Marañón | |   |

Des de desembre de 1936 fins a tardor de 1942, Marañón va viure fora d'Espanya, en un exili de fet a París. De tornada a Espanya la dictadura - com va fer amb altres intel·lectuals - va utilitzar la seva figura per millorar la seva imatge exterior. En general, el franquisme va respectar la seva figura. Segons Miguel Artola Gallego, el 1987, la major aportació política de Marañón va ser sens dubte haver aixecat la bandera de la llibertat, en una època en què pocs o cap podien fer-ho, entenent per liberalisme el contrari a una adcripció política determinada. Referent a això, ell mateix diria: Ser liberal és, precisament, aquestes dues coses: primer, estar disposat a entendre's amb qui pensa d'una altra manera; i segon, no admetre mai que el fi justifica els mitjans, sinó que al contrari, són els mitjans els que justifiquen el fi.
El liberalisme és, ja que, una conducta i, per tant, és molt més que una política. (Pròleg del seu llibre Ensayos liberales, 1946)
Després de la revolta estudiantil de 1956, va encapçalar, al costat de Menéndez Pidal, els primers manifestos que denunciaven des de l'interior la situació política i sol·licitaven el retorn dels exiliats.

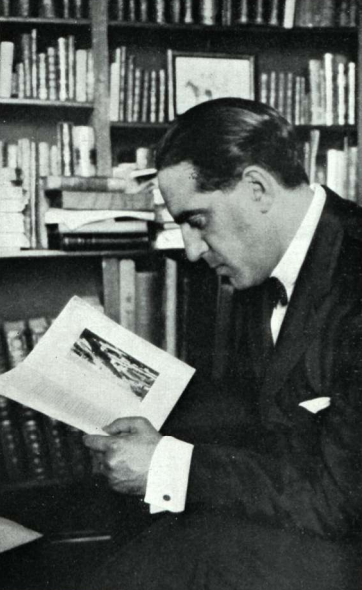
El doctor Gregorio Marañón en un racó de la seva biblioteca. De la revista Caras y Caretas, 17 de gener de 1931.

La seva contribució a la medicina es va centrar aviat en l'endocrinologia, de la qual va ser un dels seus precursors, sent molt importants els seus treballs sobre la fisiologia i les patologies de la glàndula tiroide. Va escriure el primer tractat de medicina interna a Espanya, juntament amb el Dr. Hernando, i el seu llibre Manual de diagnóstico etiológico (1946) va ser un dels llibres de medicina més difós a tot el món pel seu nou enfocament en l'estudi de les malalties i per les seves infinites i inèdites aportacions clíniques.
A més de la seva dedicació intensa a la medicina, com assagista va escriure sobre gairebé tot: història, art, viatges, sexualitat, la cuina, l'esport, el vestit, el pentinat, el calçat, etc. Però si bé l'aportació de Marañón és inesborrable en l'àmbit de la ciència, la qual cosa fa eterna, universal i encara més singular la seva obra, és el descobriment i la descripció del nivell ètic, moral, religiós, cultural, històric... en definitiva “humà”, que l'acompanya.
En les seves obres va analitzar, amb un gènere literari singular i inèdit: «assaig biològic», les grans passions humanes a través de personatges històrics, i les seves característiques psíquiques i fisiopatológicas: la timidesa en el seu llibre Amiel, el ressentiment a Tiberio, el poder a El Conde Duque de Olivares, la intriga i la traïció política en Antonio Pérez -un dels elaboradors de la llegenda negra espanyola-, el «donjuanisme» a Don Juan, etc.
Va ser admès i va col·laborar en cinc de les vuit reials acadèmies espanyoles. L'empremta de Marañón és, en paraules de Ramón Menéndez Pidal, «inesborrable» tant en l'àmbit de la ciència com en els qui el van tractar.
Com a escriptor s'ocupà de molts diversos temes: història, art, la cuina, la vestimenta, les masses... i creà un gènere literari propi el de l'"assaig biològic" on descriu les grans passions humanes a través de personatges històrics i les seves característiques psíquiques i fisiopatològiques.

## Cronologia
- 1908: llicenciat en medicina en la Universitat Complutense de Madrid.
- 1910: doctorat en Medicina. Realitza estudis de postgrau a Alemanya, en els laboratoris de Paul Ehrlich i Gustav Embden.
- 1911-1913: cap de la Sala de Malalties Infeccioses de l'Hospital General de Madrid.[15]
- 1918: conseqüència de l'epidèmia de grip que pateix Espanya, viatja en comissió oficial a França. En el viatge coneix Joseph Babinski,[16] Almroth Wright, Alexander Fleming i Harvey Williams Cushing.
- 1920: publica els articles La diabetes insípida. Nuevas orientaciones sobre su patogenia y tratamiento, La emoción i La reacción emotiva a la adrenalina.
- 1922: viatja a Las Hurdes (Extremadura) acompanyant Alfons XIII en el seu cèlebre viatge.[17] Adquireix el «Cigarral de Menores» (Toledo),[18] casa d'esbarjo on passaria moltes hores de la seva vida i escriuria bona part de les seves obres.[19] Escollit membre de la Reial Acadèmia Nacional de Medicina.
- 1924: elegit president de l'Ateneu de Madrid.
- 1926: és acusat de participar en La Sanjuanada de 1926 contra la dictadura de Miguel Primo de Rivera, per la qual cosa se'l condemna a un mes de presó i a una multa de 100.000 pessetes. Durant aquest mes tradueix El Empecinado visto por un inglés.
- 1927: viatge a Cuba[20] amb el doctor Celedonio Calatayud.
- 1931: després de la caiguda de la Dictadura, Marañón, José Ortega y Gasset i Ramón Pérez de Ayala ts explícitament per Antonio Machado signen un manifest amb el títol de «Agrupación al Servicio de la República»,[21] una entitat integrada l'any següent en la gran coalició «Conjunción Republicano-Socialista». El 14 d'abril se celebra a casa de Marañón la històrica reunió entre Niceto Alcalá Zamora i el Comte de Romanones on es va decidir la sortida d'Alfons XIII a l'exili i la proclamació de la República. Al juny és escollit diputat per Zamora[22] a les Corts Constituents. Protesta públicament contra la crema de convents de 1931. Nomenat catedràtic d'endocrinologia de la Facultat de Medicina de Madrid.
- 1932: es dissol l'Associació al Servei de la República. Doctor honoris causa per La Sorbona (París).
- 1933: cofundador l'11 de febrer de 1933 de l'Associació d'Amics de la Unió Soviètica, creada en uns temps en què la dreta sostenia un to condemnatori als relats sobre les conquestes i els problemes del socialisme a l'URSS.[23]
- 1934: escollit membre de la Reial Acadèmia Espanyola de la Llengua.
- 1936: escollit membre de la Reial Acadèmia de la Història. Començada la Guerra Civil i aterrit —igual que els seus antics companys de l'Associació al Servei de la República, Ortega y Gasset i Pérez de Ayala— davant la repressió que esdevé al Madrid de principis de guerra, va aconseguir fugir de Madrid a la fi de 1936, sota pretextos inventats i no sense greus dificultats. Va passar llavors a residir a França, des d'on va fer repetides i greus acusacions contra els successius Governs republicans de l'època, acusacions que va repetir de paraula i per escrit en el curs de diversos viatges a Sud-amèrica.
- 1937: viatge a Uruguai,[24] Argentina, Xile i Brasil.
- 1939: viatge a Perú, Bolívia, Argentina, Uruguai i Brasil. És destituït del seu càrrec a l'Hospital Provincial (que avui porta el seu nom).
- 1942: obté el permís per tornar a Madrid, on estableix la seva consulta privada.
- 1944: es reincorpora al seu treball a l'Hospital Provincial de Madrid (avui Hospital General Universitari Gregorio Marañón).
- 1946: es reincorpora a la seva càtedra d'endocrinologia de la Facultat de Medicina. Doctor honoris causa de la Facultat de Medicina de Porto (Portugal).
- 1947: escollit membre de la Reial Acadèmia de Ciències Exactes, Físiques i Naturals.
- 1955: membre del Comitè de Medicina i Biologia Animal de la Junta d'Energia Nuclear, creat per coordinar i controlar l'ús i els efectes de la radioactivitat en l'àmbit mèdic i biològic.[25]
- 1956: escollit membre de l'Acadèmia de Ciències Morales i Polítiques de França. Escollit membre de la Reial Acadèmia de Belles Arts de Sant Ferran.
- 1958: elegit president del Centro de Investigaciones Biológicas.[26]
- 1959: doctor honoris causa per la Universitat de Coímbra.
- 1960: mor a Madrid a l'edat de 72 anys.[27][28]

## Obres (llibres)

### Medicina
- La sangre en los estados tiroideos (1910)[29]
- Investigaciones anatómicas sobre el aparato paratiroideo del hombre (1911)
- Las glándulas de secreción interna y las enfermedades de la nutrición (1913)
- La doctrina de las secreciones internas. Su significación biológica y sus aplicaciones a la clínica (1915)
- Manual de Medicina Interna (1916)
- La edad crítica (1919)
- Problemas actuales de la doctrina de las secreciones internas (1922)
- Gordos y flacos (1926)
- Tres ensayos sobre la vida sexual (1926)
- Estados prediabéticos (1927)[30]
- El bocio y el cretinismo (1927)
- El problema de las febrículas (1927)
- Manual de enfermedades del tiroides (1929)
- La diabetes insípida (1929)
- Los accidentes graves de la enfermedad de Addison (1929)
- Los estados intersexuales en la especie humana (1929)
- El problema social de la infección (1929)
- Amor conveniencia y eugenesia (1929)
- Endocrinología (1930)
- La evolución de la sexualidad y los estados intersexuales (1930)
- Estudios de fisiopatología sexual (1931)
- Amiel. Un estudio sobre la timidez (1932)[31]
- Once lecciones sobre reumatismo (1933)
- Los problemas clínicos de los casos fáciles (1937)
- El climaterio de la mujer y del hombre (1937)
- Estudios de endocrinología (1938)
- Manual de las enfermedades endocrinas y del metabolismo (1939)
- Estudios sobre Fisiopatología hipofisaria (1940)
- Nuevos problemas clínicos de las secreciones internas (1940)
- El diagnóstico precoz en endocrinología (1940)
- Alimentación y regímenes alimentarios (1942)
- Relatos de endocrinología (1944)
- Manual de diagnóstico etiológico (1946)
- Crítica de la Medicina dogmática (1950)
- Diecisiete lecciones sobre reumatismo (1951)
- El crecimiento y sus trastornos (1953)
- La medicina y nuestro tiempo (1954)
- Fisiopatología y clínica endocrinas (1955)

### Història
- Ensayo biológico sobre Enrique IV de Castilla y su tiempo (1930)[32]
- Las ideas biológicas del Padre Feijoo (1934)
- España y la historia de América (1935)
- Vocación y ética (1936)
- El Conde-Duque de Olivares. La pasión de mandar (1936)
- Tiberio. Historia de un resentimiento (1939)
- Tiempo viejo y tiempo nuevo (1940)
- Don Juan. Ensayo sobre el origen de su leyenda (1940)
- Luis Vives. Un español fuera de España (1942)
- Antonio Pérez. El hombre, el drama, la época (1947)
- Españoles fuera de España (1947)
- Los procesos de Castilla contra Antonio Pérez (1947)
- Cajal. Su tiempo y el nuestro (1950)
- El marqués de Valdecilla (1951)
- Efemérides y comentarios (1955)
- El Greco y Toledo (1957)
- Los tres Vélez, una historia de todos los tiempos (1960, publicat el 1962)
- Expulsión y diáspora de los moriscos españoles (manuscrit inèdit trobat el 1980)

### Pensament
- Biología y feminismo (1920)
- Sexo, trabajo y deporte (1925)
- Raíz y decoro de España (1933)
- Vocación y ética (1935)
- Psicología del gesto (1937)
- Crónica y gesto de la libertad (1938)
- Elogio y nostalgia de Toledo (1941)
- Vida e historia (1941)
- Ensayos liberales (1946)
- Españoles fuera de España (1947)
- El alma de España (1951)